# Official Live: 101 Proof
Albums de Pantera
The Great Southern Trendkill
(1996) Reinventing the Steel
(2000)
Official Live: 101 Proof est le seul album live du groupe de heavy metal Pantera. Il est sorti en 1997, enregistré durant la tournée Tourkill de 1996 à 1997. Les deux dernières chansons ont été enregistrées au Chasin Jason Studios.

## Pistes de l'album
1. « New Level » – 4:24
2. « Walk » – 5:50
3. « Becoming » – 3:59
4. « 5 Minutes Alone » – 5:36
5. « Sandblasted Skin » – 4:29
6. « Suicide Note Pt. 2 » – 4:20
7. « War Nerve » – 5:21
8. « Strength Beyond Strength » – 3:37
9. « Dom/Hollow » – 3:43
10. « This Love » – 6:57
11. « I'm Broken » – 4:27
12. « Cowboys From Hell » – 4:35
13. « Cemetry Gates » – 7:53
14. « Hostile » – 3:56
15. « Where You Come From » – 5:11 (studio)
16. « I Can't Hide » – 2:16 (studio)

## Membres du groupe
- Phil Anselmo : Chant
- Dimebag Darrell : Guitare
- Rex Brown : Basse
- Vinnie Paul : Batterie